# Altâf Hussain Hâli
Altâf Hussain Hâli, (urdu:الطاف حسین حاؔلی) , pseudonimo di Khwaja Altaf Hussain, denominato con l'appellativo di Khwaja (Panipat, 1837 – 1914), è stato un poeta e critico letterario indiano di lingua urdu.

## Biografia
È ritenuto, all'interno della letteratura indiano-pakistana, uno dei migliori esponenti della poesia urdu moderna, insieme a Mirza Ghalib.
Nacque in una famiglia non agiata e dopo la precoce morte del padre e a causa delle non buone condizioni di salute della madre, venne affidato alle cure e all'educazione dei fratelli maggiori a Panipat, dove ricevette un'istruzione musulmana ortodossa. Nel 1854 abbandonò la sua città natale trasferendosi a Delhi per proseguire gli studi.
La maggior parte della sua carriera letteraria si sviluppò durante la sua permanenza a Lahore, divenuto un importante centro culturale, in un ambito di Rinascimento letterario e di rinnovamento spirituale propiziato da Sayyd Ahmad. Raggiunse questa località nel 1871, dopo aver trascorso un periodo non proprio felice, nel quale ebbe problemi con il lavoro.
A Lahore trovò dapprima un'occupazione al Government Book Depot come traduttore di testi dalla lingua inglese all'urdu e poi al servizio di Chayanne Mehdi.
A Lahore incominciò a comporre il suo poema epico, il Musaddas e-Madd o-Jazr e-Islam  ("Una poesia elegiaca sulla decadenza e sulle tendenze dell'Islam"), scritto su richiesta di Syed Ahmad Khan, sotto lo pseudonimo di Hâli (Il contemporaneo). Nel Musaddas Hâli criticò sia il degrado morale dei suoi contemporanei, sia l'intolleranza religiosa non in armonia con gli insegnamenti del Profeta.
Scrisse anche una delle prime opere di critica letteraria in urdu,  Muqaddamah-i Shay'r-o-Sha'iri.
Hâli riformò la poesia urdu, non solo nella forma, liberandola da molti elementi tradizionali proseguendo così la strada indicata da Ghalib, ma anche nei contenuti, impreziositi da una naturalezza e da timbri emozionali innovativi e accostabili alla spiritualità occidentale.
Proprio grazie a questi motivi, la poesia di Hâli risvegliò le coscienze e si trasformò in una 'pietra angolare' del rifiorimento islamico indiano e pakistano.
Se nel poemetto Barkhârut ("La stagione delle piogge"), Hâli si soffermò sulle brillanti rappresentazioni della natura, nei Madd-u-giazr-i- Islâm ("L'alta e la bassa marea dell'Islam") e nei Hubb-i Vatan ("Amore di patria"), volle dedicarsi al delicato ma pregnante argomento del risveglio islamico, suggerito dalla descrizione e dalla contemplazione delle personalità del passato proiettate in un ambito universale.
L'impegno di Hâli si fece sentire anche nella saggistica, concretizzato in una larga prefazione alla sua raccolta poetica del 1893, intitolata  Muqaddamah-i Shay'r-o-Sha'iri, nella quale analizzò gli scrittori del passato alla maniera di un manuale di stile urdu.
Attualmente, molti studenti pakistani considerano il Musaddas un importante testo riguardante gli indirizzi politici e religiosi futuri del mondo islamico.
Hâli scrisse anche biografie su Ghalib, Saadi Shirazi e Syed Ahmed Khan, intitolate rispettivamente, Yaadgar-e-Ghalib, Hayat-e-Saadi e Hayat-e-Javad.